# Kameruni ricsóka
A kameruni ricsóka (Smithornis sharpei) a madarak osztályának verébalakúak (Passeriformes) rendjébe, a Calyptomenidae családjába tartozó faj.
Besorolásuk vitatott, régebben a  ricsókafélék (Eurylaimidae) családjába tartoztak, az újabb kutatások helyezték az új családba, de ez még nem minden rendszerező által elfogadott.

## Előfordulása
Kamerun, a Közép-afrikai Köztársaság, a Kongói Demokratikus Köztársaság, a Kongói Köztársaság, Egyenlítői-Guinea, Gabon és Nigéria területein honos.

## Alfajai
- Smithornis sharpei zenkeri - Reichenow, 1903
- Smithornis sharpei sharpei - Alexander, 1903
- Smithornis sharpei eurylaemus - Neumann, 1923

## Megjelenése
Testhossza 12-14 centiméter, testsúlya 20-31 gramm.

## Életmódja
Rovarokkal táplálkozik.

## Szaporodása
Fészekalja 2 tojásból áll. Szaporodási ideje változó.